# Orquesta Sinfónica Nacional de Dinamarca
La Orquesta Sinfónica Nacional de Dinamarca (danés: DR SymfoniOrkestret, siglas en español: OSND) es una orquesta danesa con sede en Copenhague. La OSND es la orquesta principal de la DR (corporación de radiodifusión pública de Dinamarca). La OSND tiene su sede en la Sala de Conciertos de Copenhague.

## Historia
Las raíces de la orquesta se retrotraen a la cantante Emil Holm, que expresó su deseo de establecer una orquesta sinfónica a tiempo completo en Dinamarca. En colaboración con otros músicos Otto Fessel, Rudolf Dietz Mann y Folmer Jensen, la orquesta se fundó en 1925, con 11 músicos en el conjunto y el director de orquesta Launy Grøndahl como líder, a pesar de carecer de un título formal. La orquesta aumentó a 30 músicos en un año. La orquesta realizó su primer concierto en 1927, y comenzó a dar conciertos semanales en 1928. En 1930, Holm reclutó a Nikolai malko para desempeñar el papel de Grøndahl como director con la orquesta, aunque de nuevo sin un título formal. Los primeros conciertos tuvieron lugar en el edificio Axelborg. En 1931, la orquesta comenzó a dar conciertos en la sala Stærekassen del Teatro Real de Copenhague. Después de exiliarse en Alemania en la década de 1930, Fritz Busch trabajó extensamente como director de orquesta principal en paralelo con Malko sin título formal. En 1948, la orquesta creció hasta los 92 músicos.
El primer director como tal fue Herbert Blomstedt, de 1967 a 1977. Su labor de grabación con la orquesta incluye grabaciones de las obras para orquesta de Carl Nielsen. Blomstedt ahora tiene el título de æresdirigent (director honorífico) con la OSND. El segundo director titular, después de un interregno de 9 años, fue Lamberto Gardelli, de 1986 a 1988. Thomas Dausgaard, que fue director invitado principal de la OSND de 2001 a 2004, se convirtió en director de orquesta de la DNSO, en 2004, siendo el primer danés en asumir este título. En octubre de 2009, Dausgaard decidió dejar la dirección de la OSND al cierre de la temporada 2010-2011 y tomar el título de æresdirigent. Además de Dausgaard han sido directores invitados de la OSND Yuri Temirkánov, Michael Schønwandt, y Dmitri Kitaenko. 

### Década de 2010
En 2010, la orquesta anunció Søren Nils Eichberg como su primer compositor en residencia.
En febrero de 2011, la OSND, anunció el nombramiento de Rafael Frühbeck de Burgos como su próximo director titular, a partir de la temporada 2012-2013, con un contrato inicial de 3 años hasta el 2015. El 4 de junio de 2014, Frühbeck de Burgos, dimitió como director titular de la orquesta, con efecto inmediato, en paralelo con su retiro de la dirección orquestal, debido a problemas de salud. Murió una semana después. En agosto de 2014, la orquesta anunció el nombramiento de Fabio Luisi como su próximo director titular, con efectos en el 2017, con un contrato inicial hasta 2020.
La orquesta ha grabado comercialmente para las etiquetas tales como DaCapo y Chandos, incluyendo la música de compositores daneses como August Enna, Niels Gade, Rued Langgaard, y Per Nørgård. La orquesta también ha grabado comercialmente compositores como Johannes Brahms.

## Directores
- Herbert Blomstedt (1967-2009
- Lamberto Gardelli (1986-1988)
- Leif Segerstam (1988-1995)
- Ulf Schirmer (1995-1998)
- Gerd Albrecht (2000-2004)
- Thomas Dausgaard (2004-2011)
- Rafael Frühbeck de Burgos (2012-2014)
- Fabio Luisi (2017-actual)

## Directores de la radio danesa afiliados con la orquesta
- Launy Grøndahl (1925-1956)
- Emil Reesen (1927-1936)
- Erik Tuxen (1936-1957)
- Mogens Wöldike (1950-1976)
- Thomas Jensen (1957-1963)

## Músicos notables de la orquesta
- Christina Åstrand (nacido en 1969), violinista
- Niels Eje (nacido en 1954), oboísta
- Wilhelm Lanzky-Otto (1909-1991), trompetista
- Ulla Miilmann (nacido en 1972), flautista